# Plancher-les-Mines
 Plancher-les-Mines  es una población y comuna francesa, situada en la región de Franco Condado, departamento de Alto Saona, en el distrito de Lure y cantón de Champagney.

## Demografía
| 1,715 | 1,584 | 1,452 | 1,414 | 1,178 | 1,064 |
| Para los censos de 1962 a 1999 la población legal corresponde a la población sin duplicidades (Fuente: INSEE [Consultar]) |       |       |       |       |       |